# Israel en el Festival de la Canción de Eurovisión 2021
Israel participó en el LXV Festival de la Canción de Eurovisión, celebrado en Róterdam, Países Bajos del 18 al 22 de mayo del 2021, tras la victoria de Duncan Laurence con la canción «Arcade». La Corporación de Radiodifusión Israelí (IPBC) decidió mantener a la representante de Israel de la cancelada edición de 2020, la cantante Eden Alene para participar en la edición de 2021.
Dentro del festival, Eden Alene logró clasificarse dentro de la semifinal 1 tras obtener una sumatoria de 192 puntos, colocándose en el 5° lugar. Finalmente, Israel se clasificaría en 17.ª posición con una sumatoria de 93 puntos: 73 del jurado profesional y 20 del televoto.

## Historia de Israel en el Festival
Israel debutó en el festival de 1973, participando desde entonces en 42 ocasiones. Israel ha ganado en cuatro ocasiones el certamen: la primera en 1978 con Izhar Cohen & Alphabeta con la canción «A-ba-ni-bi». Un año después en 1979 ganaron con el tema «Hallelujah» la cantante Gali Atari acompañada del grupo Milk & Honey. En 1998 venció Dana International con el tema «Diva», convirtiéndose en la primera persona transexual en ganar el certamen. La cuarta y última victoria israelí sucedió en 2018 con la canción urbana «Toy» de Netta. Israel se ha clasificado en 20 ocasiones dentro de los 10 mejores del concurso, siendo eliminado solo en seis ocasiones en las semifinales.
La representante para la edición cancelada de 2020 era Eden Alene con la canción dance-pop con sonidos étnicos «Feker Libi». En 2019, el cantante Kobi Marimi, terminó en 23ª posición con 35 puntos en la gran final, con el tema «Home».

## Representante para Eurovisión

### HaShir Shelanu L'Eurovizion
Israel confirmó su participación en el Festival de Eurovisión 2021 el 22 de marzo de 2020. La IPBC anunció, que al igual que la mayoría de los países participantes, volvió a seleccionar como representante a la participante elegida para la edición de 2020, la cantante Eden Alene. En verano se publicaron rumores que la IPBC valoraba utilizar una preselección pública con 16 canciones para seleccionar la canción para Eden. Finalmente se confirmó dicha preselección llamada «HaShir Shelanu L'Eurovizion» («Nuestra canción para Eurovisión», en español), abriéndose el periodo de recepción de las canciones fue entre el 16 de septiembre y el 15 de octubre de 2020, habiéndose recibido alrededor de 220 canciones. Aunque en un principio se había previsto que participaran 16 canciones en la selección, el 2 de diciembre de 2020, se anunciaron 9 canciones participantes. La competencia consistió en una votación en línea con 2 fases: la primera, en la que se presentaban las 9 candidaturas y se someterían a votación 100% del público entre el 2 y el 13 de diciembre. Las 2 canciones más votadas por el público avanzaban a la final, junto con una tercera canción seleccionada por un jurado interno.
En la Final las 3 canciones se someterían de nuevo a una votación en línea a 100% del público entre el 19 y el 25 de enero de 2021. En esta ronda, la canción más votada se convertiría en la seleccionada por Israel para participar en Eurovisión.

#### Candidaturas
| Canción (Traducción)                                          | Idioma                  | Compositor(es)                                     |
| ------------------------------------------------------------- | ----------------------- | -------------------------------------------------- |
| «Can't Stop a Hurricane» («No se puede detener a un huracán») | Inglés                  | N/A                                                |
| «Coming Out» («Saliendo»)                                     | Inglés                  | N/A                                                |
| «Flying» («Volando»)                                          | Inglés                  | N/A                                                |
| «La La Love» («La La Amor»)                                   | Inglés, Hebreo          | Yosef Bach, Gal Malka, Gil Vain                    |
| «Rise Up Today» («Levantarse hoy»)                            | Inglés, Amhárico        | N/A                                                |
| «Set Me Free» («Libérame»)                                    | Inglés, Hebreo          | Noam Zaltin, Ido Netzer, Amit Mordechai, Ron Carmi |
| «Shoulders» («Hombros»)                                       | Inglés, Amhárico        | N/A                                                |
| «Spilling Magic» («Derramando magia»)                         | Inglés                  | N/A                                                |
| «Ue La La» («Uh la la»)                                       | Inglés, Hebreo, Francés | Niv Cohen, Meital Cohen, Noy Eisen, Aline Cohen    |

#### Semifinal Online
| Canción                  | Porcentaje | Lugar | Resultado   |
| ------------------------ | ---------- | ----- | ----------- |
| «Can't Stop a Hurricane» | 8.9%       | 6     | Eliminada   |
| «Coming Out»             | 7.3%       | 8     | Eliminada   |
| «Flying»                 | 8.7%       | 7     | Eliminada   |
| «La La Love»             | —          | —     | Clasificada |
| «Rise Up Today»          | 7.2%       | 9     | Eliminada   |
| «Set Me Free»            | —          | 3     | Wildcard    |
| «Shoulders»              | 12.1%      | 4     | Eliminada   |
| «Spilling Magic»         | 10.4%      | 5     | Eliminada   |
| «Ue La La»               | —          | —     | Clasificada |

#### Final
| Artista    | Canción       | Porcentaje | Lugar |
| ---------- | ------------- | ---------- | ----- |
| Eden Alene | «La La Love»  | 17.2%      | 2     |
| Eden Alene | «Set Me Free» | 71.3%      | 1     |
| Eden Alene | «Ue La La»    | 11.5%      | 3     |

## En Eurovisión
De acuerdo a las reglas del festival, todos los concursantes inician desde las semifinales, a excepción del anfitrión (en este caso, Países Bajos) y el Big Five compuesto por Alemania, España, Francia, Italia y Reino Unido. La producción del festival decidió respetar el sorteo ya realizado para la edición cancelada de 2020 por lo que se determinó que el país, tendría que participar en la primera semifinal. En este mismo sorteo, se determinó que participaría en la segunda mitad de la semifinal (posiciones 8-16). Semanas después, ya conocidos los artistas y sus respectivas canciones participantes, la producción del programa dio a conocer el orden de actuación, determinando que Azerbaiyán participara en la decimosegunda posición, precedida por Bélgica y seguido de Rumania.
Los comentarios para Israel corrieron por parte de Asaf Liberman y Akiva Novick para televisión. La portavoz del jurado profesional israelí fue la copresentadora del festival en 2019, Lucy Ayoub.

### Semifinal 1
Eden Alene tomó parte de los primeros ensayos el 9 y 12 de mayo, así como de los ensayos generales con vestuario de la primera semifinal el 17 y 18 de mayo. El ensayo general de la tarde del 17 fue tomado en cuenta por los jurados profesionales para emitir sus votos, que representan el 50% de los puntos. Israel se presentó en la posición 12, detrás de Rumania y por delante de Bélgica. La actuación israelí tuvo a Eden Alene acompañada por 5 bailarines. Eden se presentó con un vestido metálico blanco que en el puente se quitaba para descubrir un vestido corto negro que utilizaba debajo. En la pantalla LED principal apareció un letrero con la leyenda "SET ME FREE" en líneas y geometrías neón en color azul y rosado. Durante la parte intermedia de la canción, Eden y los bailarines se trasladaron a la pastilla central, mostrándose en la pantalla lateral el mismo letrero neón reemplazando la leyenda por siluetas de Eden en líneas neón.
Al final del show, Israel fue anunciada como uno de los 10 países finalistas. Los resultados revelados una vez terminado el festival, posicionaron a la cantante israelí en la 5.ª posición con 192 puntos, colocándose en 5° lugar de televoto con 93 puntos, y obteniendo la 4.ª posición del jurado profesional con 99 puntos. De esta manera, Israel aseguró su 6.ª presencia consecutiva en la gran final. 

### Final
Durante la rueda de prensa de los ganadores de la primera semifinal, se realizó el sorteo en el que se decidió en que mitad participaría cada finalista. Israel fue sorteada para participar en la primera mitad de la final (posiciones 1-13). El orden de actuación revelado durante la madrugada del viernes 21 de mayo, en el que se decidió que Israel debía actuar en la posición 3 por delante de Albania y detrás de Bélgica.
Durante la votación final, Israel se colocó en la 12.ª posición del jurado profesional con 73 puntos. Posteriormente, se reveló su puntuación del televoto: el 20° lugar con solo 20 puntos, que le dieron la sumatoria final de 93 puntos, finalizando en la 17.ª posición.

### Votación

#### Puntuación otorgada a Israel

##### Semifinal 1
| Jurado                                 | Jurado                                  | Jurado                               | Jurado               | Jurado                  |
| 12 puntos                              | 10 puntos                               | 8 puntos                             | 7 puntos             | 6 puntos                |
| -------------------------------------- | --------------------------------------- | ------------------------------------ | -------------------- | ----------------------- |
| - Italia - Macedonia del Norte         | - Rusia - Suecia                        | - Australia - Noruega - Países Bajos | - Croacia - Lituania | - Ucrania               |
| 5 puntos                               | 4 puntos                                | 3 puntos                             | 2 puntos             | 1 punto                 |
|                                        | - Bélgica                               | - Alemania                           | - Eslovenia          | - Azerbaiyán - Chipre   |
| Televoto                               |                                         |                                      |                      |                         |
| 12 puntos                              | 10 puntos                               | 8 puntos                             | 7 puntos             | 6 puntos                |
| - Azerbaiyán                           | - Chipre - Rumania                      |                                      | - Ucrania            | - Países Bajos - Suecia |
| 5 puntos                               | 4 puntos                                | 3 puntos                             | 2 puntos             | 1 punto                 |
| - Alemania - Irlanda - Malta - Noruega | - Australia - Bélgica - Croacia - Rusia | - Italia                             | - Lituania           | - Macedonia del Norte   |

##### Final
| Jurado                      | Jurado                           | Jurado                          | Jurado    | Jurado                             |
| 12 puntos                   | 10 puntos                        | 8 puntos                        | 7 puntos  | 6 puntos                           |
| --------------------------- | -------------------------------- | ------------------------------- | --------- | ---------------------------------- |
|                             |                                  | - Macedonia del Norte - Noruega | - Ucrania | - Polonia - Reino Unido            |
| 5 puntos                    | 4 puntos                         | 3 puntos                        | 2 puntos  | 1 punto                            |
| - Croacia - Francia - Rusia | - Italia - Países Bajos - Suecia | - Bulgaria - España             | - Serbia  | - Dinamarca - Eslovenia - Lituania |
| Televoto                    |                                  |                                 |           |                                    |
| 12 puntos                   | 10 puntos                        | 8 puntos                        | 7 puntos  | 6 puntos                           |
| - Azerbaiyán                |                                  |                                 |           |                                    |
| 5 puntos                    | 4 puntos                         | 3 puntos                        | 2 puntos  | 1 punto                            |
| - Francia                   |                                  |                                 | - Chipre  | - Rumania                          |

#### Puntuación otorgada por Israel
| Puntos    | Jurado    | Televoto   |
| --------- | --------- | ---------- |
| 12 puntos | Lituania  | Rusia      |
| 10 puntos | Chipre    | Malta      |
| 8 puntos  | Malta     | Ucrania    |
| 7 puntos  | Bélgica   | Azerbaiyán |
| 6 puntos  | Rusia     | Chipre     |
| 5 puntos  | Suecia    | Lituania   |
| 4 puntos  | Ucrania   | Noruega    |
| 3 puntos  | Eslovenia | Croacia    |
| 2 puntos  | Noruega   | Suecia     |
| 1 punto   | Croacia   | Bélgica    |

| Puntos    | Jurado     | Televoto   |
| --------- | ---------- | ---------- |
| 12 puntos | Suiza      | Ucrania    |
| 10 puntos | Lituania   | Rusia      |
| 8 puntos  | Francia    | Francia    |
| 7 puntos  | Rusia      | Italia     |
| 6 puntos  | Bélgica    | Suiza      |
| 5 puntos  | Malta      | Malta      |
| 4 puntos  | Ucrania    | Finlandia  |
| 3 puntos  | Chipre     | Lituania   |
| 2 puntos  | Azerbaiyán | Azerbaiyán |
| 1 punto   | Bulgaria   | Islandia   |

##### Desglose
El jurado israelí estuvo compuesto por:
- Noy Alooshe
- Roni Duani (Roni Superstar)
- Avia Farchi
- Yossi Hersonski
- Ohad Hitman

| Semifinal 1 | Semifinal 1         | Semifinal 1                | Semifinal 1                | Semifinal 1                | Semifinal 1                | Semifinal 1                | Semifinal 1                | Semifinal 1                | Semifinal 1                | Semifinal 1                |
| N.º         | País                | Jurado                     | Jurado                     | Jurado                     | Jurado                     | Jurado                     | Jurado                     | Jurado                     | Televoto                   | Televoto                   |
| N.º         | País                | Jurado A                   | Jurado B                   | Jurado C                   | Jurado D                   | Jurado E                   | Ranking                    | Puntos                     | Ranking                    | Puntos                     |
| ----------- | ------------------- | -------------------------- | -------------------------- | -------------------------- | -------------------------- | -------------------------- | -------------------------- | -------------------------- | -------------------------- | -------------------------- |
| 01          | Lituania            | 2                          | 4                          | 1                          | 1                          | 1                          | 1                          | 12                         | 6                          | 5                          |
| 02          | Eslovenia           | 14                         | 6                          | 10                         | 11                         | 8                          | 8                          | 3                          | 15                         |                            |
| 03          | Rusia               | 3                          | 5                          | 6                          | 4                          | 3                          | 5                          | 6                          | 1                          | 12                         |
| 04          | Suecia              | 6                          | 7                          | 7                          | 8                          | 7                          | 6                          | 5                          | 9                          | 2                          |
| 05          | Australia           | 7                          | 13                         | 12                         | 15                         | 9                          | 13                         |                            | 12                         |                            |
| 06          | Macedonia del Norte | 15                         | 14                         | 15                         | 10                         | 12                         | 15                         |                            | 14                         |                            |
| 07          | Irlanda             | 12                         | 10                         | 14                         | 6                          | 11                         | 11                         |                            | 13                         |                            |
| 08          | Chipre              | 1                          | 1                          | 3                          | 3                          | 4                          | 2                          | 10                         | 5                          | 6                          |
| 09          | Noruega             | 13                         | 15                         | 8                          | 9                          | 6                          | 9                          | 2                          | 7                          | 4                          |
| 10          | Croacia             | 9                          | 11                         | 13                         | 13                         | 5                          | 10                         | 1                          | 8                          | 3                          |
| 11          | Bélgica             | 5                          | 3                          | 5                          | 5                          | 2                          | 4                          | 7                          | 10                         | 1                          |
| 12          | Israel              | -------------------------- | -------------------------- | -------------------------- | -------------------------- | -------------------------- | -------------------------- | -------------------------- | -------------------------- | -------------------------- |
| 13          | Rumania             | 11                         | 8                          | 11                         | 12                         | 10                         | 12                         |                            | 11                         |                            |
| 14          | Azerbaiyán          | 10                         | 9                          | 9                          | 14                         | 15                         | 14                         |                            | 4                          | 7                          |
| 15          | Ucrania             | 8                          | 12                         | 4                          | 7                          | 13                         | 7                          | 4                          | 3                          | 8                          |
| 16          | Malta               | 4                          | 2                          | 2                          | 2                          | 14                         | 3                          | 8                          | 2                          | 10                         |

| Final | Final        | Final                      | Final                      | Final                      | Final                      | Final                      | Final                      | Final                      | Final                      | Final                      |
| N.º   | País         | Jurado                     | Jurado                     | Jurado                     | Jurado                     | Jurado                     | Jurado                     | Jurado                     | Televoto                   | Televoto                   |
| N.º   | País         | Jurado A                   | Jurado B                   | Jurado C                   | Jurado D                   | Jurado E                   | Ranking                    | Puntos                     | Ranking                    | Puntos                     |
| ----- | ------------ | -------------------------- | -------------------------- | -------------------------- | -------------------------- | -------------------------- | -------------------------- | -------------------------- | -------------------------- | -------------------------- |
| 01    | Chipre       | 8                          | 6                          | 11                         | 8                          | 9                          | 8                          | 3                          | 12                         |                            |
| 02    | Albania      | 13                         | 24                         | 23                         | 21                         | 17                         | 21                         |                            | 23                         |                            |
| 03    | Israel       | -------------------------- | -------------------------- | -------------------------- | -------------------------- | -------------------------- | -------------------------- | -------------------------- | -------------------------- | -------------------------- |
| 04    | Bélgica      | 7                          | 4                          | 12                         | 6                          | 2                          | 5                          | 6                          | 20                         |                            |
| 05    | Rusia        | 5                          | 8                          | 6                          | 3                          | 4                          | 4                          | 7                          | 2                          | 10                         |
| 06    | Malta        | 9                          | 3                          | 4                          | 5                          | 11                         | 6                          | 5                          | 6                          | 5                          |
| 07    | Portugal     | 22                         | 9                          | 20                         | 12                         | 16                         | 16                         |                            | 19                         |                            |
| 08    | Serbia       | 19                         | 20                         | 22                         | 19                         | 20                         | 22                         |                            | 18                         |                            |
| 09    | Reino Unido  | 25                         | 25                         | 25                         | 25                         | 25                         | 25                         |                            | 25                         |                            |
| 10    | Grecia       | 20                         | 10                         | 17                         | 23                         | 18                         | 17                         |                            | 15                         |                            |
| 11    | Suiza        | 1                          | 1                          | 1                          | 4                          | 1                          | 1                          | 12                         | 5                          | 6                          |
| 12    | Islandia     | 10                         | 12                         | 7                          | 13                         | 12                         | 11                         |                            | 10                         | 1                          |
| 13    | España       | 23                         | 19                         | 21                         | 24                         | 21                         | 23                         |                            | 24                         |                            |
| 14    | Moldavia     | 11                         | 21                         | 18                         | 9                          | 10                         | 14                         |                            | 21                         |                            |
| 15    | Alemania     | 24                         | 22                         | 24                         | 22                         | 23                         | 24                         |                            | 14                         |                            |
| 16    | Finlandia    | 12                         | 11                         | 10                         | 14                         | 8                          | 12                         |                            | 7                          | 4                          |
| 17    | Bulgaria     | 15                         | 5                          | 16                         | 20                         | 6                          | 10                         | 1                          | 17                         |                            |
| 18    | Lituania     | 6                          | 2                          | 3                          | 1                          | 3                          | 2                          | 10                         | 8                          | 3                          |
| 19    | Ucrania      | 2                          | 14                         | 5                          | 10                         | 13                         | 7                          | 4                          | 1                          | 12                         |
| 20    | Francia      | 3                          | 7                          | 2                          | 2                          | 5                          | 3                          | 8                          | 3                          | 8                          |
| 21    | Azerbaiyán   | 4                          | 16                         | 14                         | 7                          | 15                         | 9                          | 2                          | 9                          | 2                          |
| 22    | Noruega      | 21                         | 17                         | 15                         | 15                         | 14                         | 19                         |                            | 11                         |                            |
| 23    | Países Bajos | 18                         | 13                         | 13                         | 17                         | 22                         | 18                         |                            | 22                         |                            |
| 24    | Italia       | 17                         | 18                         | 8                          | 11                         | 19                         | 15                         |                            | 4                          | 7                          |
| 25    | Suecia       | 14                         | 23                         | 9                          | 16                         | 7                          | 13                         |                            | 13                         |                            |
| 26    | San Marino   | 16                         | 15                         | 19                         | 18                         | 24                         | 20                         |                            | 16                         |                            |